# أدريان دوبريه

غلاف كتاب:رحلة أدريان دوبريه إلى العراق1807-1809

أدريان دوبريه  (بالفرنسية: Adrien Dupré )‏ (توفي 1831). رحالة فرنسي سافر إلى بلاد فارس، عبر الأناضول، و بلاد ما بين النهرين في الأعوام 1807، 1808، 1809. قنصل فرنسا في بون عام (1823).

## مؤلفاته
- رحلة إلى بلاد فارس في الأعوام 1807، 1808، 1809. نشر في (1819). ترجمها إلى العربية الأب بطرس حداد ونشرت تحت عنوان:رحلة دوبريه إلى العراق 1807-1809.[1]
- رحلة إلى أطلال نيكوبولس في إبيروس عام 1797. نشر في (1818).
- مقال تاريخي وتجاري عن:Bouches-de-Cattaro. نشر في (1818).
- له عدة خطابات من بينها خطابه عندما كان (نائب) قنصل فرنسا في بون 1823.[2]